# Crimson Spell
Crimson Spell (クリムゾン・スぺル Kurimuzon Superu?) es una serie de manga de género yaoi escrita e ilustrada por Ayano Yamane. Fue serializada en la revista Chara Selection de la editorial Tokuma Shoten desde 2004 hasta 2021, siendo recopilada en siete volúmenes tankōbon. Fue licenciada para su publicación en Estados Unidos por SuBLime, mientras que en Alemania lo ha sido por Tokyopop Germany.

## Argumento
El príncipe Vald se ve obligado a utilizar la espada maldita de su familia para defender su reino de los monstruos que lo atacan. Posteriormente va en busca de los servicios de Halvir, un hechicero que podría ayudarle a deshacer la maldición. El dúo posteriormente inicia un viaje para encontrar todos los materiales que se necesitan para ayudar a acabar con la maldición. Sin embargo, es desconocido para Vald que la maldición se manifiesta por las noches convirtiéndolo en un demonio sanguinario y lujurioso. Halvir subyuga al demonio teniendo relaciones con él, y cuando Val despierta, este no es capaz de recordar nada. En el transcurso del manga, Vald y Halvir se encuentran con varios nuevos aliados que los acompañan tratando de derrotar la maldición de Vald.

## Media

### Manga
Crimson Spell es un manga escrito e ilustrado por Ayano Yamane. Los volúmenes uno, dos y tres fueron inicialmente licenciados en Norteamérica por Kitty Media, aunque el tercer volumen nunca fue publicado. A partir de 2013, el manga fue licenciado por SuBLime. En Alemania está licenciado por Tokyopop Germany.

#### Lista de volúmenes
| Número | Fecha de publicación    | ISBN                   |
| ------ | ----------------------- | ---------------------- |
| 1      | 25 de julio de 2005     | ISBN 978-4-19-960292-4 |
| 2      | 24 de marzo de 2007     | ISBN 978-4-19-960339-6 |
| 3      | 25 de marzo de 2009     | ISBN 978-4-19-960401-0 |
| 4      | 25 de noviembre de 2010 | ISBN 978-4-19-960457-7 |
| 5      | 5 de marzo de 2013      | ISBN 978-4-19-960546-8 |

### CD dramas
Geneon lanzó un CD drama de Crimson Spell el 24 de junio de 2009. Cuenta con los actores Shin'ichirō Miki como Hallwil, Takashi Kondō como el príncipe Val y Kōki Miyata como Ruruka.

## Recepción
Lissa Pattillo de Comics Village elogió el manga por sus "encuentros apasionados y algunas ilustraciones fantásticas". Julie Rosato de Mania.com, a su vez, criticó el primer capítulo por apresurar "las cosas un poco". Holly Ellingwood de Active Anime, ha elogiado el manga por ir "más allá del yaoi promedio para dar a los lectores un mundo de fantasía realmente inmerso". También comentó sobre las "escenas de amor abrasadoras y bellamente dibujadas". El director de Media Blasters, Frank Pannone, resume la serie como "un libro de fantasía realmente bueno que tiene escenas de sexo en el".